# Dobókocka

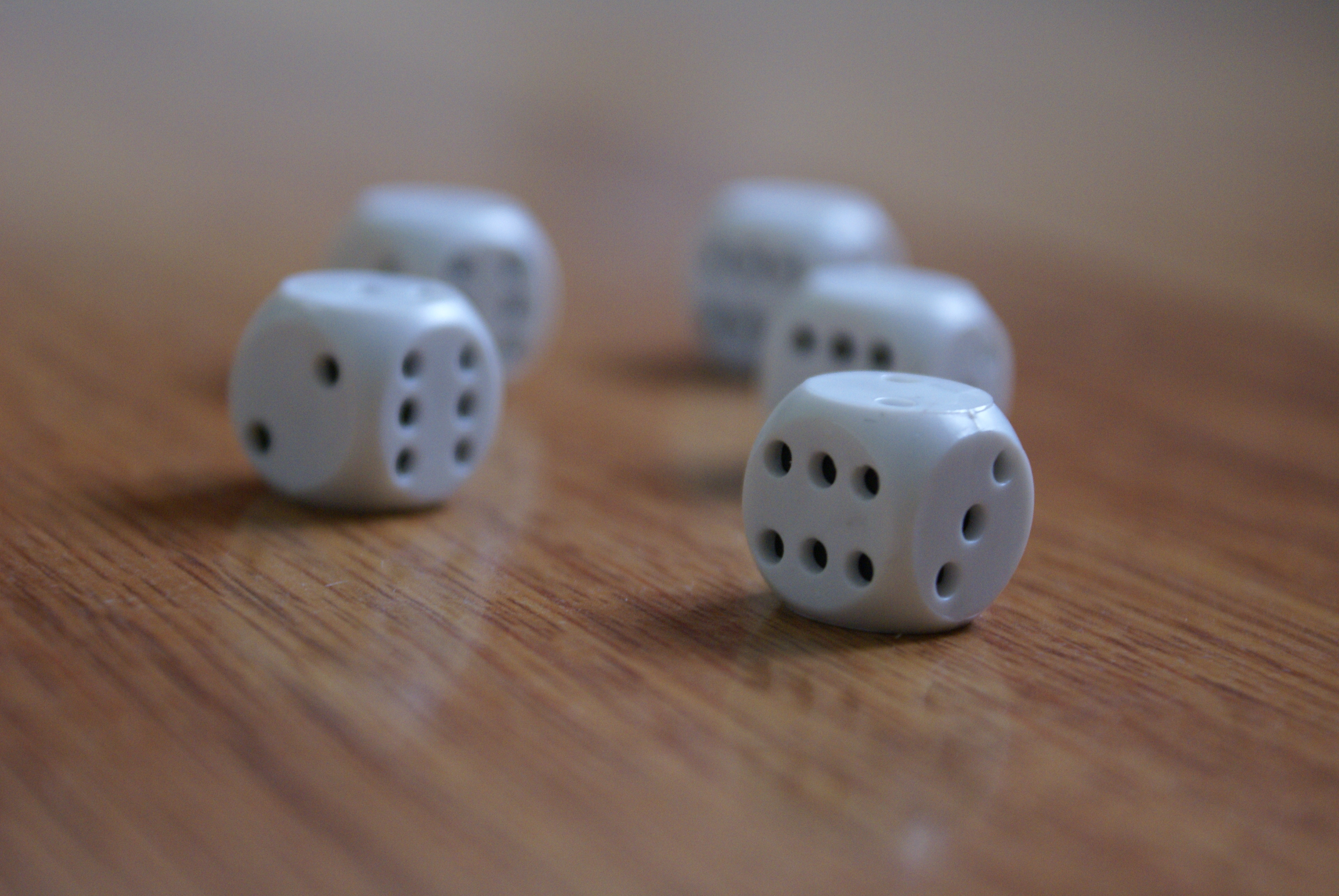
Dobókockák

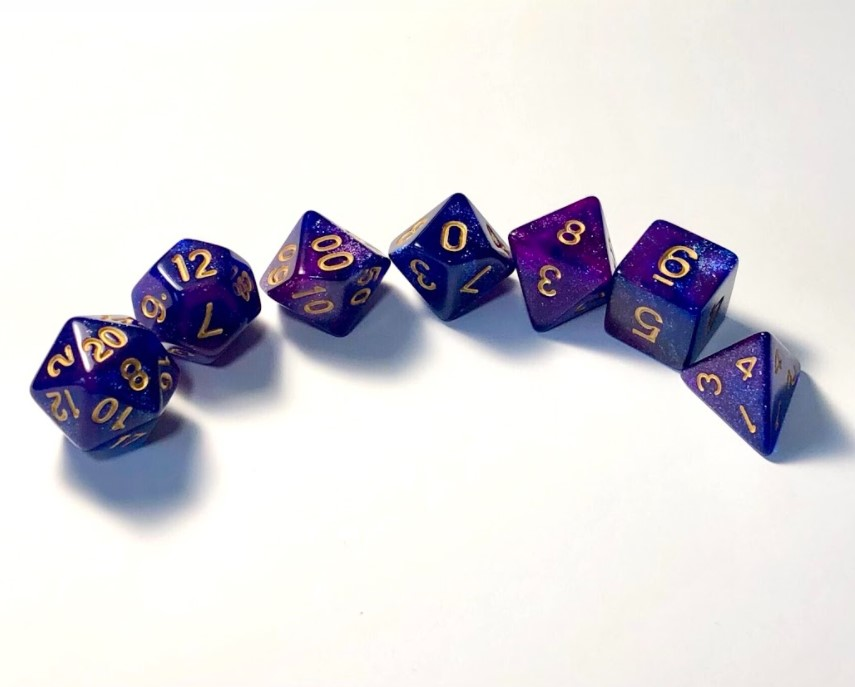
Szerepjátékokban használt különböző oldalszámú dobótestek

A dobókocka vagy dobótest egy véletlenszám-generátorként használt poliéder. A dobókocka lapjait megkülönböztetik egymástól, például számokkal, színekkel vagy mintával. Olyan társasjátékok gyakori tartozéka, amelyekben a véletlennek fontos szerepe van: a dobókocka kellő erejű eldobása után ideális esetben mindegyik lap azonos valószínűséggel kerül felülre.
A dobótestek legismertebb és leggyakoribb fajtája a kocka (hexaéder). A hagyományos dobókocka lapjain 1-től 6-ig pöttyök szerepelnek úgy, hogy a szemben lévő lapokon lévő pöttyök számainak összege mindig hét. (1 + 6 = 7; 2 + 5 = 7 ; 3 + 4 = 7). (Ez alól egyes régebbi gyártású dobókockák kivételt képezhetnek, régen készültek pl. olyan dobókockák, amelyeken az egymás után következő pöttyszámok - pl. az 5-ös és a 6-os - egymással szembe kerültek.)
A szerepjátékokban különböző oldalszámú dobótesteket is használnak:
- 2 oldalú az érme, az oldalait nem számozzák, hanem fejnek és írásnak nevezik és általában ellentétes eseményeket rendelnek hozzájuk (pl. egy próbálkozás sikerült vagy nem sikerült),
- 4 oldalú (tetraéder),
- 6 oldalú, a hagyományos kocka,
- 8 oldalú (oktaéder),
- 10 oldalú (pentagonális antidipiramis),
- 12 oldalú (dodekaéder),
- 20 oldalú (ikozaéder),
- 30 oldalú (rombtriakontaéder),
- 100 oldalú, ami valójában egy 1-10 (vagy 0-9) között (egyesével) és egy 00-90 között (tízesével) beszámozott tízoldalú „kocka” eredményének az összege.

A 6-tól eltérő oldalszámúakat is gyakran kockának nevezik, ez azonban helytelen, helyettük a kn, ill. dn elnevezést szokás használni, ahol n az oldalak száma (pl. d4 a tetraéder, 1-4 közötti lehetséges eredménnyel).
A tetra-, hexa-, okta-, dodeka- és ikozaéderek szabályos testek.

## Kockajáték
Az ókori Európában közkedvelt jóslási forma és szerencsejáték volt a kockavetés. Ezt két kockával, egy pohár segítségével játszották, és az eredményre fogadást kötöttek, vagy misztikus jelentést tulajdonítottak neki.
Ebből alakult ki a napjainkban a kaszinókban játszott kockajáték és a kockapóker, a póker egyszerűbb változata.